# Emil Skála
Emil Skála (20. listopadu 1928 Líně – 17. srpna 2005 Lázně Jeseník) byl český germanista a geograf a pedagog, profesor na katedře germanistiky Univerzity Karlovy v Praze. Jako germanista se specializoval na období rané nové horní němčiny (něm. Frühneuhochdeutsch, ca 1350–1650). Na základě velmi podrobného výzkumu raněnovohornoněmeckých pramenů významně přispěl k osvětlení procesu vzniku spisovného německého jazyka. Zejména v Německu se mu za jeho dílo dostalo velkého uznání. Jeho vědecká činnost byla mnohostranná: jako germanista bádal o pražské němčině, dialektologii (zejména sudetoněmecké a o německých dialektech na Slovensku), dvojjazyčnosti, lexikografii a jazykových kontaktech mezi češtinou a němčinou. Jako geograf se soustředil především na toponymii.

## Život a dílo
Pocházel z jazykově smíšené rodiny ze západních Čech. Jeho matkou byla kuchařka Marie Skálová rozená Böhmová a otcem horník a domkář Josef Skála. Jeho předkové z matčiny strany byli rodilými mluvčími místního německého dialektu (egerlendštiny) a on sám se tomuto nářečí naučil již jako dítě od své babičky, byl tedy od malička bilingvní. Před rokem 1945 resp. 1946 hovořila zhruba třetina obyvatel obce Líně místním německým dialektem. Toto prostředí znatelně poznamenalo celý jeho život a jeho budoucí vědeckou práci. Pohyb jazykové hranice, zejména té v bývalém Československu, jej celoživotně fascinoval.
Vychodil českou smíšenou obecnou školu v Líních a v září 1939 začal studovat na státním Masarykově gymnáziu v Plzni. Během gymnaziálních let se rád věnoval angličtině, která se během války a po ní těšila jako "jazyk svobody" velké oblibě. Během osvobozování Československa se tehdy, coby šestnáctiletý jinoch, setkal s americkými vojáky. Vojáci byli ubytováni poblíž domu Skálových a chodili ke Skálovým na obědy. Zkušenost s živým anglickým jazykem ještě posílila jeho touhu později angličtinu studovat.
Na podzim 1947 se imatrikuloval na Karlově Univerzitě a vybral si obory anglistiku, germanistiku a zeměpis jako rozšiřovací obor. V rámci zeměpisu pak absolvoval tzv. "geologii pro geografy". Geologie byla vedle zmíněných tří oborů jeho další velkou vášní. Pod vlivem svého učitele prof. Hugo Siebenscheina se zprvu soustřeďoval na literárně-historická témata. Hugo Siebenschein v něm rozeznal germanistický talent a podporoval jej. Již v druhém semestru se stal Siebenscheinovým asistentem a jeho těžiště zájmu se přesunulo z anglistiky na germanistiku.
Na podzim 1949 složil 1. státní zkoušku pro učitelství na středních školách. Tématem zkoušky bylo členění německých dialektů. V létě 1951 následovala 2. státní zkoušku pro učitelství na středních školách a v tom samém roce ještě rozšiřovací zkoušku ze zeměpisu. Závěrečná klauzurní práce pojednávala o německých dialektech a jejich podílu na vzniku spisovné němčiny.
Po ukončení studia v roce 1951 byl poslán v rámci tzv. akce Š (pomoc vylidněnému pohraničí) jako učitel do obce Štědrá u Karlových Varů, kde musel vyučovat předměty, na které tehdy nebylo dost vyučujících – matematiku a tělocvik. To byla ironie osudu, neboť neměl tradiční tělocvik rád. Během své učitelské činnosti ve Štědré dokončil svou disertační práci (na tzv. "malý doktorát") s názvem "Hans Sachs a jeho kritika soudobé společnosti". Promoce na doktora filozofie se pak konala v prosinci 1952.
V létě 1952 směl školu ve Štědré opustit a díky akademiku Havránkovi se mohl vrátit na katedru germanistiky na Filozofické fakultě UK, kde nastoupil místo pomocného asistenta a byl mimo jiné pověřen vedením raněnovohornoněmeckého semináře. V roce 1955 pak vyhrál konkurz na místo odborného asistenta. Nikdy nevstoupil do KSČ. Za své úspěchy vděčil svému talentu a podpoře Hugo Siebencheina.
Na jaře 1955 byl poslán na měsíční studijní cestu do Německé demokratické republiky, kde se setkal s významným jazykovědcem prof. Theodorem Fringsem, který mu nabídl, aby se u něj habilitoval. Po několikaletých potížích s československým ministerstvem školství nakonec (v roce 1957) odjel na lipskou univerzitu, kde začal pracovat na svém habilitačním spisu pod vedením prof. Fringse. V Lipsku zůstal celkem čtyři roky a později na tento úsek svého života velmi rád vzpomínal. Východní Němci jej – na rozdíl od Čechoslováků – nechali politicky na pokoji a poskytli mu dobré badatelské podmínky, za kterých se znatelně vědecky rozvinul. Pod Fringsovým vlivem se také přeorientoval na jazykovědná témata.
Během lipského pobytu vznikla jeho významná práce o vývoji chebské kancelářské němčiny: "Die Entwicklung der Kanzleisprache in Eger (1310 – 1660)", s kterou se později habilitoval. Práce spočívá na 50 000 excerpcích povětšinou needitovaných pramenů z chebského archivu. On sám vybral záměrně Cheb (něm. Eger), protože se tam hovořilo egerlendským nářečím, které patří do skupiny jihoněmeckých (konkrétně severobavorských) nářečí. Jeho záměrem bylo zkoumat vliv jihu na vznik spisovné němčiny, vliv Martina Luthera na vliv spisovné němčiny a vliv dialektů. Cheb se hodil také proto, že práce chebské kanceláře nebyla v průběhu dějin nikdy přerušena (jako tomu bylo například v případě jihočeských německých kanceláří) a protože prameny zůstaly zachovány bez jakýchkoli časových mezer. V jeho době byla přejímána teorie, že spisovná němčina vznikla v regionu, z nějž pocházel Luther, tedy zhruba v jižní části dnešní spolkové republiky Sasko-Anhaltsko. Luther měl pak "pozdvihnout" jazyk své domoviny na úroveň spisovného jazyka. I samotný Theodor Frings razil teorii, že spisovný jazyk vzniká "zezdola", vychází z lidu, tedy z nářečí. Tyto teze se zamlouvaly i NDR, do jejíhož území Lutherovo rodiště spadalo. On sám svým výzkumem chebské němčiny tyto teze vyvrátil a dokázal, že spisovná němčina vznikla již před Lutherem a nikoliv pouze na území východního Německa, nýbrž naopak za značného přispění německého jihu.
Nutno ovšem podotknout, že nebyl sám, který s novou tezí přišel. Na významnou roli německého jihu poukázali ve stejné době i lingvisté W. Besch, M. Guchmann, nebo P. Suchland.
Vyvrátil i tezi svého učitele Fringse, že spisovná řeč vychází přímo z dialektu určitého území. Chebsko bylo (ještě i ve 20. století) nářečově velmi silné, ale dialekt do psaného jazyka pronikl naprosto zanedbatelně. Pozdějšími výzkumy německé kancelářské němčiny na Slovensku se jeho teorie ještě více potvrdila. Zvláště v případě Slovenska, kde se již ve středověku utvořily dialektické ostrovy, od Německa geograficky dost vzdálené, neměly dialekty na psanou úřední němčinu žádný vliv.
V roce 1961 se vrátil na katedru germanistiky Univerzity Karlovy v Praze a nastoupil na své staré asistentské místo. V Lipsku obdržel za svou práci o chebské kanceláři titul "Dr. phil. habil." (13. prosince 1961). V Německu by se na základě toho byl mohl habilitovat, ale v Československu mu titul odmítli rovnocenně nostrifikovat. Nakonec za něj dostal o něco nižší titul CSc. (kandidát filologických věd). V roce 1964 dosáhl toho, aby bylo habilitační řízení otevřeno ještě jednou, tentokrát na Univerzitě Karlově. Jeho oponenty byli Pavel Trost z Univerzity Karlovy a Leopold Zatočil z brněnské univerzity. Docentem byl jmenován na jaře 1966.
Za svou politickou bezpartijnost nebyl trestán na platu, nebo na povoleních vycestovat se služebním pasem. Naopak, se služebním pasem mu byl povolen výjezd na zahraniční univerzity po celém světě, kam byl jako uznávaný odborník opakovaně zván. Bezpartijnost byla trestána zaražením kariérního postupu na fakultě. Právě tak se v Československu nerado vidělo, když se její docenti habilitovali v zahraničí a trestem pak bylo dlouhodobé protahování nostrifikačního procesu. Počátkem 70. let editoval a analyzoval záznamy z hrdelního soudu v Chebu z let 1543 až 1579, za což se mu v Lipsku dostalo titulu Doctor Scientie Philosophiae (něm. zkratka Dr. sc. phil.), ale teprve za 5 let mu byl tento titul v Československu uznán (jako DrSc.). Ihned potom zažádal o otevření profesorského řízení na Univerzitě Karlově. V té době měl na kontě 93 odborných prací, z toho 3 monografie. Titul profesora mu byl udělen v roce 1985.
Miloval pěší túry spojené s vlastivědným poznáváním krajiny. Svědci se shodují na jeho výjimečných a rozsáhlých znalostech české krajiny, zejména jeho rodných západních Čech, které obdivoval pro jejich vulkanicky drsnou krásu (viz výše zmíněný zájem o geologii). Je také znám tím, že znal doslova každou malou vísku včetně jejího německého názvu. Se svými studenty pořádal každoročně na jaře pětidenní cestu po Československu, nebo do zahraničí, pokud to politická situace dovolila. Cílem těchto legendárních exkurzí bylo všestranné poznávání kulturní krajiny (geografie, historie, místopis, geologie…) a vrcholem exkurze byl několikahodinový test v archivu na novohornoněmeckých pramenech. Studenti měli za úkol část textu samostatně transkribovat a přeložit.
Studenti z několika generací, kteří u něj studovali, se shodují na hodnocení, že "profesor Skála byl velkým vědcem, ale špatným pedagogem, protože nebyl systematikem." Miloval mezioborovost a cenil si, když studenti dokázali mezioborově myslet a dávat samostatně věci do souvislostí. Úzkoprsost a styl "paní učitelka" jej rozčilovaly a dokázal to dávat patřičně, někdy možná i nevybíravě najevo. V mladších letech byl ke studentům často přísný, ke stáří se v tomto ohledu změnil.
Zasazoval se o lepší poznání mezi Čechy a Němci. Čechy upozorňoval na to "německé" - například na to, že česká a moravská krajina vypadala před rokem 1945 jinak, a Němce naopak upozorňoval na to "české". Činil to však vždy vědeckými prostředky a šlo mu o exaktnost. Své přednášky vždy přizpůsobil svému publiku - podle toho, jestli se jednalo o Čechy, nebo o Němce. Za svou snahu v této oblasti byl vyznamenán.
Svůj přízvuk v němčině dokázal měnit a podle potřeby jej přizpůsobovat svému protějšku. Když byl v Československu, mluvil přízvukem, na jaký byl zvyklý ze svých rodných západních Čech.
Od 80. let jej trápilo astma, kvůli kterému navštěvoval lázně v Jeseníkách. Zemřel ve spánku během jednoho ze svých léčebných pobytů v Lázních Jeseník.

## Osobnost Emila Skály
Rodina, přátelé, známí a studenti jej popisují jako nanejvýše originální, svéráznou, spontánní a někdy ne zrovna jednoduchou renesanční osobnost, kterou někteří milovali a obdivovali, jiní naproti tomu nesnášeli. Byl velmi komunikativní a zvídavý. Pokud došel k nějakému závěru, tak jej pak zastával za všech okolností. Dokázal být nesmírně urputný a vytrvalý. Byl také hrdý na svůj prostý původ a rád zdůrazňoval, že byl již v dětství zvyklý na manuální práci. Rád se ptal lidí na to, odkud pocházejí, a pamatoval si je pak často podle jejich rodišť. Měl rád lidi z venkova. Jeho koníčkem byla ekologie. Na vlastní náklady sázel nové stromky a rád pobýval v lese.
Ke stáří částečně zatrpkl. Přestože se mu v zahraničí dostalo několika významných uznání a již před revolucí mu byla nabízena profesorská místa na západoněmeckých univerzitách, zůstával doma dlouho nedoceněn.

## Pocty
- Cena bratří Grimmů (Brüder-Grimm-Preis) Philippovy univerzity v Marburku 1979
- Cena Gottfrieda von Herdera (Gottfried-von-Herder-Preis) univerzity ve Vídni 1991
- Cena Friedricha Gundolfa (Friedrich-Gundolf-Preis) Akademie für Sprache und Dichtung v Darmstadtu 1992
- Cena Theodora Fringse (Theodor-Frings-Preis) saské Akademie věd v Lipsku 1999

K jeho poctě vydáno:
- "Studien zum Frühneuhochdeutschen. Emil Skála zum 60. Geburtstag am 20. November 1988", vyd. Peter Wiesinger v roce 1988
- "Emil Skála zu Ehren", vyd. kolektiv českých, slovenských a německých autorů pod vedením Steffena Höhneho v roce 2004

## Výběr literatury Emila Skály
- Skála, Emil (1967): Die Entwicklung der Kanzleisprache in Eger (1310 - 1660), Berlin, 1967
- Skála, Emil (1972): Das Egerer Urgichtenbuch (1543 - 1579), Berlin, 1972
- Skála, Emil (1970): Süddeutschland in der Entstehung der deutschen Schriftsprache. In: Beiträge zur geschichte der deutschen Sprache und Literatur 92 (1970), Halle, s. 93 - 110
- Skála, Emil (1973): O pražské němčině 16. století. In: Slovo a slovesnost 34 (1973), Praha, s. 215 - 223